# Campionati europei juniores di sci alpino 1977
I Campionati europei juniores di sci alpino 1977, 6ª edizione della manifestazione organizzata dalla Federazione Internazionale Sci, si svolsero in Jugoslavia, a Kranjska Gora; il programma incluse gare di discesa libera, slalom gigante e slalom speciale, sia maschili sia femminili.

## Risultati

### Uomini

#### Discesa libera
| Pos. | Atleta              | Nazione        |
| ---- | ------------------- | -------------- |
| 1    | Roland Lutz         | Svizzera       |
| 2    | Josef Rattensperger | Austria        |
| 3    | Sepp Wildgruber     | Germania Ovest |

#### Slalom gigante
| Pos. | Atleta         | Nazione    |
| ---- | -------------- | ---------- |
| 1    | Boris Strel    | Jugoslavia |
| 2    | Wolfram Ortner | Austria    |
| 3    | Leonardo David | Italia     |

#### Slalom speciale
| Pos. | Atleta           | Nazione  |
| ---- | ---------------- | -------- |
| 1    | Petăr Popangelov | Bulgaria |
| 2    | Wolfram Ortner   | Austria  |
| 3    | Björn Jakobsson  | Svezia   |

### Donne

#### Discesa libera
| Pos. | Atleta                  | Nazione        |
| ---- | ----------------------- | -------------- |
| 1    | Annemarie Bischofberger | Svizzera       |
| 2    | Maria Kurz-Schlechter   | Austria        |
| 3    | Monika Bader            | Germania Ovest |

#### Slalom gigante
| Pos. | Atleta          | Nazione        |
| ---- | --------------- | -------------- |
| 1    | Jana Šoltýsová  | Cecoslovacchia |
| 2    | Olga Charvátová | Cecoslovacchia |
| 3    | Heidi Wiesler   | Germania Ovest |

#### Slalom speciale
| Pos. | Atleta               | Nazione        |
| ---- | -------------------- | -------------- |
| 1    | Wanda Bieler         | Italia         |
| 2    | Marianne Zechmeister | Germania Ovest |
| 3    | Jana Zemanová        | Cecoslovacchia |

## Medagliere per nazioni
| Pos. | Nazione        | Oro | Argento | Bronzo | Totale |
| ---- | -------------- | --- | ------- | ------ | ------ |
| 1    | Svizzera       | 2   | 0       | 0      | 2      |
| 2    | Cecoslovacchia | 1   | 1       | 1      | 3      |
| 3    | Italia         | 1   | 0       | 1      | 2      |
| 4    | Bulgaria       | 1   | 0       | 0      | 1      |
| 4    | Jugoslavia     | 1   | 0       | 0      | 1      |
| 6    | Austria        | 0   | 4       | 0      | 4      |
| 7    | Germania Ovest | 0   | 1       | 3      | 4      |
| 8    | Svezia         | 0   | 0       | 1      | 1      |